# Liste der Monuments historiques in Geay (Charente-Maritime)
Die Liste der Monuments historiques in Geay (Charente-Maritime) führt die Monuments historiques in der französischen Gemeinde Geay auf.

## Liste der Bauwerke
| Bezeichnung      | Beschreibung              | Standort | Kennzeichnung | Schutzstatus | Datum | Bild           |
| ---------------- | ------------------------- | -------- | ------------- | ------------ | ----- | -------------- |
| Château de Geay  | Festes Haus, ab 1591      | (Lage)   | PA00104695    | Inscrit      | 1986  | weitere Bilder |
| Kirche St-Vivien | Erbaut im 12. Jahrhundert | (Lage)   | PA00104696    | Classé       |       | weitere Bilder |

## Liste der Objekte
| Bezeichnung      | Beschreibung                     | Standort                       | Kennzeichnung | Schutzstatus | Datum | Bild |
| ---------------- | -------------------------------- | ------------------------------ | ------------- | ------------ | ----- | ---- |
| Prozessionskreuz | Holz und Kupfer, 18. Jahrhundert | in der Kirche St-Vivien (Lage) | PM17001771    | Inscrit      | 1994  |      |